# Pensacola HotShots
I Pensacola HotShots sono stati una franchigia di pallacanestro della GBA, con sede a Pensacola, in Florida, attivi dal 1991 al 1992.
Nacquero a Memphis, nel Tennessee,  come Memphis HotShots. Già durante la prima stagione si trasferirono a Pensacola, assumendo il nome di Pensacola HotShots. Non si qualificarono per i play-off nel 1991-92. Scomparvero alla fine della stagione.

## Stagioni
| Stagione | Lega | Denominazione              | V  | P  | %    | Piazzamento | Play-off |
| -------- | ---- | -------------------------- | -- | -- | ---- | ----------- | -------- |
| 1991-92  | GBA  | Memphis/Pensacola HotShots | 24 | 40 | 37,5 | 5º          | -        |